# Ve législature de l'Assemblée nationale (Venezuela)
Depuis le 5 janvier 2021
(4 ans, 6 mois et 15 jours)
IVe législature
 et Assemblée constituante 2017 VIe législature
Palais fédéral législatif (en)
La Ve législature de l'Assemblée nationale est un cycle parlementaire de l'Assemblée nationale, parlement monocaméral du Venezuela. C'est la cinquième législature, depuis l'adoption en 1999 de la Constitution de la République bolivarienne.

## Contexte

### Report puis déroulement de l'élection
Initialement prévues pour 2020, le président Nicolás Maduro et le vice-président de l'Assemblée nationale constituante, Diosdado Cabello émettent le souhait de les anticiper et de les organiser le 22 avril 2018, le jour même de l'élection présidentielle vénézuélienne de 2018,, et d'organiser en ce jour les élections des conseils législatifs des États et des conseils municipaux. Le 23 février 2018, pour des raisons techniques et d'organisation, le Conseil national électoral rejette cette date et annonce qu'il communiquera le calendrier électoral la semaine suivante. Finalement, Maduro, en accord avec une petite partie de l'opposition, reporte le scrutin.
Le 2 février 2019, Maduro propose de nouveau des législatives anticipées pour 2019. Il fait de même le 21 mai. Le 12 août 2019, Diosdado Cabello, devenu entretemps président de la Constituante, propose l'organisation du scrutin en 2019 ou le 1er janvier 2020.
En raison de la pandémie de Covid-19, le président Maduro annonce en avril 2020 que le scrutin n'aura pas lieu durant l'année.
Les partis d'opposition présentent des divisions internes entre partisans du boycott et tenants de la participation. Le Tribunal suprême de justice (TSJ) arbitre ces conflits.
En juin 2020, le Tribunal suprême de justice (TSJ), à la suite de l'échec de discussions entre le pouvoir exécutif et l'Assemblée nationale, désigne de nouveaux membres à la tête du Conseil national électoral. Le TSJ nomme notamment une magistrate ciblée par des sanctions canadiennes à la présidence du conseil électoral. L'opposition vénézuélienne qualifie le processus électoral de « farce » et annonce se retirer des élections,.
Les 16 et 17 juin 2020, le Tribunal suprême de justice décide de remplacer les dirigeants des partis d'opposition Action démocratique et Primero Justicia. Il fait de même le 7 juillet avec ceux de Volonté populaire.
Début juillet 2020, le conseil électoral national annonce finalement l'organisation des élections le 6 décembre suivant[réf. à confirmer].
En août 2020, les tendances pro-Guaidó des partis Action démocratique, Justice d'abord, Volonté populaire et Un nouveau temps, annoncent leur boycott du scrutin,. Au contraire, Henrique Capriles, le candidat de la droite aux élections présidentielles de 2012 et 2013, a appelé l'opposition à « jouer le jeu de la démocratie » et à prendre part aux élections. Le député Stalin Gonzalez, jusqu'alors le plus proche conseiller de Juan Guaidó, prend ses distances avec ce dernier et se rallie à Capriles. La Conférence épiscopale vénézuélienne, traditionnellement proche de l'opposition, demande à cette dernière de « prendre ses responsabilités » et de rejeter l’abstention.
En septembre, le gouvernement vénézuélien invite l'Organisation des Nations unies et l'Union européenne à dépêcher des observateurs pour surveiller le déroulement du scrutin. L'UE refuse, estimant que les conditions pour des élections transparentes ne sont pas réunies.

### Réactions internationales avant les élections
Les États-Unis annoncent qu'ils ne reconnaîtront pas les résultats des élections et l'Union européenne demande qu'elles soient reportées, considérant que les conditions d'un scrutin transparent et juste ne sont pas réunies. Une trentaine de pays demande dans une déclaration commune, publiée le 21 aout 2020, la création au Venezuela d'un gouvernement de transition qui conduirait à « une élection présidentielle libre et juste le plus tôt possible ».
Washington commence à émettre certaines réserves à l'égard de Juan Guaido. Donald Trump déclare en juin 2020 n’avoir « pas beaucoup confiance » en celui-ci, dont l’adoubement par son gouvernement, estime-t-il, n’a pas « eu une grande signification ». Elliott Abrams, le représentant spécial des États-Unis au Venezuela, a toutefois affirmé que Washington maintiendrait son soutien à Juan Guaido après l'élection. Il a également fait savoir qu'il était en discussion avec quelque 60 pays afin de s'assurer qu'ils s'associeraient à la position américaine sur le Venezuela.
Le 22 septembre, le gouvernement américain annonce des sanctions contre cinq dirigeants de l’opposition ayant décidé de se présenter aux élections « pour leur complicité dans les tentatives de Maduro de déposséder le peuple du Venezuela de son droit de choisir ses dirigeants lors d’élections libres et équitables (…) En agissant de la sorte, ces individus concourent aux tentatives grossières d’un dictateur désespéré et illégitime pour s’emparer du pouvoir de facto et de le conserver ».

### Résultats
À l'issue du scrutin, le Grand Pôle patriotique Simón Bolívar, coalition du pouvoir chaviste et du parti Parti socialiste unifié du Venezuela reprend le contrôle de l'Assemblée nationale et remporte 69,25 % des scrutins, soit 253 sièges, et l'Alliance démocratique 17,68%, soit 20 sièges attribué à l'opposition. Le Parti communiste du Venezuela remporte 1 siège, désormais opposé au pouvoir chaviste depuis cette même élection.
Le 9 décembre 2020, les élections indigènes ont lieu, et 3 sièges sont attribués pour représenter différentes régions autochtones.

## Système électoral
L'assemblée est composée de 277 sièges pourvus pour cinq ans selon un mode de scrutin parallèle. Sur ce total, 133 le sont au scrutin majoritaire plurinominal dans 87 circonscriptions, dont trois sièges réservés aux communauté indigènes. Dans chaque circonscription, les candidats ayant recueilli le plus de suffrages sont élus, à hauteur du nombre de sièges à pourvoir. Les 144 sièges restants sont quant à eux pourvus au scrutin proportionnel plurinominal, dont 96 répartis dans 24 circonscriptions de  trois à dix sièges correspondant aux 23 États du pays plus le district de la capitale, Caracas, auxquels s'ajoutent 48 sièges pourvus dans une unique circonscription nationale. Après décompte des suffrages, les sièges sont répartis à la proportionnelle selon la méthode d'Hondt,,.
Au scrutin précédent, l'Assemblée comportait 167 députés, dont 113 élus au scrutin majoritaire, tandis que 51 députés étaient élus au scrutin proportionnel plurinominal de liste dans une unique circonscription nationale. Enfin, trois sièges étaient réservés aux indigènes,.

## Historique

### Renouvellement du conseil électoral
Le 6 mai 2021, le Conseil national électoral, institution renouvelé et élus par l'Assemblée nationale à la majorité qualifiée (deux tiers des voix). Les cinq membres sont élus ce jour : Roberto Picón Hernández, Alexis Corredor, Tania D’amelio, Enrique Márquez et Pedro Calzadilla. Ce dernier, ancien ministre de la Culture du gouvernement d'Hugo Chávez est élu président de l'institution, une nomination condamné par l'opposant Juan Guaidó.

### Loi sur l'organisation communale
En juin 2021, l'Assemblée nationale vote 10 articles d'une loi organique sur l'organisation des villes communales, comportant au total 44 articles. Cette loi prévoit une réorganisation et restructuration communale, au travers de nouvelles institutions : les conseils communaux, communes, fédérations communales et « confédérations » communales. Selon le gouvernement et l'Assemblée, cette loi vise à renforcer le « pouvoir populaire » dans l'organisation et le fonctionnement de la commune et le développement d'une autonomie et de construction d'un « État communal ».
En août 2021, des constitutionnalistes et experts en politique publique se réunissent lors d'une réunion à distance afin d'évoquer leur opposition à cette loi, évoquant une crainte de voir disparaitre le fonctionnement actuel des communes (organisées en « municipalités ») et de l'État fédéral.

### Loi sur l'endettement
En novembre 2021, l'Assemblée nationale vote une loi complémentaire sur l'endettement et fixe un montant maximum à environ 1,36 milliard de dollars, le pays continuant à s'endetter, mettant ses actifs de plus en plus en danger, sans parvenir à aucun accord avec ses créanciers.
Les chiffres détaillés du budget des précédentes lois sur l'endettement et les lois de finances de 2020 votées par l'Assemblée nationale constituante de 2017 n'ont jamais été divulgués, au-delà d'avoir été publié au Journal officiel n°6589, du 30 octobre 2020.

### Commission d'enquête sur laIVelégislature
Le 7 janvier 2021, deux jours après l'ouverture de la législature, l'Assemblée décide la création d'une commission spéciale et d'enquête, dénommée « commission spéciale d'enquête sur les actions perpétrées contre la République par l'ancienne Assemblée nationale (2016-2021) » (en espagnol : comisión especial para la Investigación de Acciones Perpetradas contra la República de parte de la antigua Asamblea Nacional (2016-2021)), présidé par le député José Brito (Venezuela Premier (es)), inculpé dans une affaire de corruption, en relation avec l'homme d'affaires Alex Saab.
En juillet 2021, la commission publie une liste de plus de 100 parlementaires de la IVe législature, de l'opposition, qui sont convoqués à comparaitre devant cette même commission d'enquête. Le président José Brito et la presse du pouvoir chaviste relayant la nécessité d'obtenir « des informations sur dommages possibles au pays en termes de gestion étrangère d'entreprises », notamment au sein de la filiale américaine de la compagnie d'Etat de PDVSA, Citgo et Monómeros. Le président Brito soumet au même moment à l'Assemblée une réforme constitutionnelle afin de juger les parlementaires de la IVe législature par contumace, la plupart étant désormais en exil.
En mars 2022, le président de la commission dévoile le rapport final de la commission d'enquête, un document de 12 500 pages évoquant une perte d'argent, selon la commission et la presse chaviste, de près de 194 milliards de dollars.

## Groupes parlementaires
|                                            |                                                                |                         |         |
| Alliance                                   | Parti politique                                                | Acronyme                | Députés |
| Grand Pôle patriotique Simón Bolívar       | Parti socialiste unifié du Venezuela                           | PSUV                    | 222     |
| Grand Pôle patriotique Simón Bolívar       | Patrie pour tous (es)                                          | PPT                     | 8       |
| Grand Pôle patriotique Simón Bolívar       | Tupamaro (es)                                                  | TUPAMARO                | 7       |
| Grand Pôle patriotique Simón Bolívar       | Mouvement Somos Venezuela (es)                                 | MSV                     | 5       |
| Grand Pôle patriotique Simón Bolívar       | Podemos                                                        | PODEMOS                 | 5       |
| Grand Pôle patriotique Simón Bolívar       | Alliance pour le changement (es)                               | APC                     | 3       |
| Grand Pôle patriotique Simón Bolívar       | Mouvement électoral du peuple                                  | MEP                     | 3       |
| Grand Pôle patriotique Simón Bolívar       | Organisation de renouvellement authentique (es)                | ORA                     | 1       |
| Grand Pôle patriotique Simón Bolívar       | Unité populaire vénézuélienne (es)                             | UPV                     | 2       |
| Grand Pôle patriotique Simón Bolívar       | Total                                                          | Total                   | 256     |
| Alliance démocratique                      | Action démocratique Ad-hoc                                     | AD Ad-hoc               | 8       |
| Alliance démocratique                      | Espoir pour le changement (es)                                 | EL CAMBIO               | 4       |
| Alliance démocratique                      | Comité d'organisation politique électorale indépendante Ad-hoc | COPEI Ad-hoc            | 3       |
| Alliance démocratique                      | Avancée progressiste (es)                                      | AP                      | 2       |
| Alliance démocratique                      | Venezuela Premier (es)                                         | PV                      | 2       |
| Alliance démocratique                      | Mouvement citoyen Changeons (es)                               | CMC                     | 1       |
| Alliance démocratique                      | Total                                                          | Total                   | 20      |
| Alternative populaire révolutionnaire (es) | Parti communiste du Venezuela                                  | PCV                     | 1       |
| Alternative populaire révolutionnaire (es) | Total                                                          | Total                   | 1       |
| Représentation indigène                    | Représentation indigène                                        | Représentation indigène | 3       |
| Total                                      | Total                                                          | Total                   | 277     |

## Présidence
| Fonction                            | Député | Député               | Groupe | Groupe                               | Circonscription              | Durée          | Durée          |
| Fonction                            | Député | Député               | Groupe | Groupe                               | Circonscription              | Début          | Fin            |
| ----------------------------------- | ------ | -------------------- | ------ | ------------------------------------ | ---------------------------- | -------------- | -------------- |
| Présidence de l'Assemblée nationale |        | Jorge Rodríguez      |        | Parti socialiste unifié du Venezuela | District capitale de Caracas | 5 janvier 2021 | En fonction    |
| Première vice-présidence            |        | Iris Varela          |        | Parti socialiste unifié du Venezuela | Nationale                    | 5 janvier 2021 | En fonction    |
| Seconde vice-presidence             |        | Didalco Bolívar (es) |        | Podemos                              | Nationale                    | 5 janvier 2021 | 5 janvier 2022 |
| Seconde vice-presidence             |        | Vanesa Montero       |        | Mouvement Somos Venezuela (es)       | Nationale                    | 5 janvier 2022 | En fonction    |